# Cardan-Gitter

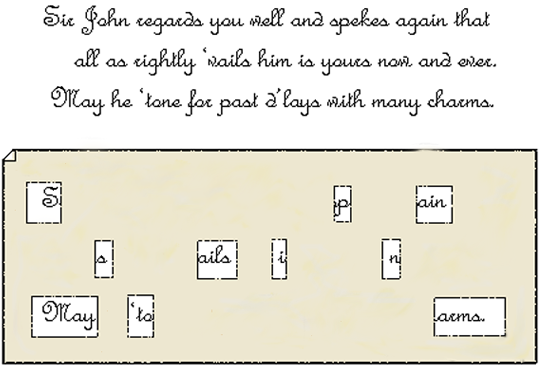
Entwurf für ein Cardan-Gitter

Das etwa um das Jahr 1550 von dem italienischen Mathematiker Gerolamo Cardano erdachte, nach ihm benannte Cardan-Gitter spielte in der frühen Neuzeit eine bedeutende Rolle bei der Verschlüsselung von Botschaften. Aus Sicht der modernen Kryptographie handelt es sich um ein Steganographieverfahren.
Auf eine Schreibunterlage (Pergament, Papier etc.) wird ein Gitter gezeichnet. Einige der Felder der so entstandenen Tabelle werden dann aus dem Träger ausgeschnitten. Somit entsteht eine „gelöcherte Vorlage“, also eine Schablone, hier ein sogenanntes individuelles Cardan-Gitter.
Um nun einen Text mit Hilfe der Schablone zu verschlüsseln, wird das individuelle Cardan-Gitter auf ein leeres Stück Papier gelegt, und nur an den Stellen, an denen die Schablone „löcherig“ ist, die in Wortstücke, Silben, Buchstaben oder sonstige Transkriptionen zerlegte Botschaft, eingetragen. Der Rest der Tabelle kann mit beliebigen Daten gefüllt werden.
Zur Entschlüsselung der Botschaft benötigt man das individuelle Cardan-Gitter.
Heutzutage wird die Funktionalität des Cardan-Gitters noch häufig im Zusammenhang mit der Steganographie genutzt.